# Beginák

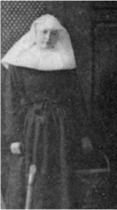
Begina-portré a 19. századból

A beginák a 12. század második felében a Németalföldön indult női vallási mozgalom tagjai. Közösségben éltek, hasonlóan a szerzetesrendek tagjaihoz, de – tőlük eltérően – ezek a férjezetlen nők nem életre szólóan örök fogadalommal, hanem ígérettel vagy ideiglenes fogadalommal kötelezték el magukat a krisztusi tanok közös követésére, az evangéliumi eszmények (főként a szegénység) megtartására, az úgynevezett apostoli életre.
Az egyes begina-közösségek önállóak voltak, nem alkottak egységes szervezetet. A hagyományos szerzetesrendekkel ellentétben nem álltak közvetlen pápai vagy püspöki fennhatóság alatt. Minden közösség maga választotta meg vezetőjét, maga alakította ki a saját életmódját és szabályzatát, amelyben a vallásos gyakorlatok (imádság, szemlélődés, liturgia), az önfenntartó fizikai munka (főként szövés és csipkeverés) mellett jelentős szerepet kapott a szociális tevékenység (például betegápolás, szegénygondozás, tanítás) is.
A begina mozgalom a 13. században élte virágkorát. A 14. századtól az egyházi vezetés megkísérelte a begina-mozgalmat beterelni a meglévő és elismert szerzetesrendek (főként a dominikánusok és ferencesek) közösségébe, azok harmadrendjébe. Ettől kezdve az integrációt megtagadó közösségek működését a hivatalos egyház változó intenzitással folyamatosan ellenezte, időnként és helyenként tilalmazta, sőt egy részüket eretnekséggel vádolta. A 16. századra a legtöbb begina-közösség megszűnt: nagyobb részük valamely elismert szerzetesközösség harmadrendjéhez csatlakozott, kisebb részük a reformáció újonnan alakuló mozgalmaihoz. Csupán néhányuk érte meg a 19. századot. Ma már jobbára csak az UNESCO világörökség részét képező egykori begina-házak és begina-udvarok, azaz a beginázsok emlékeztetnek a beginákra.

## Az elnevezés eredete

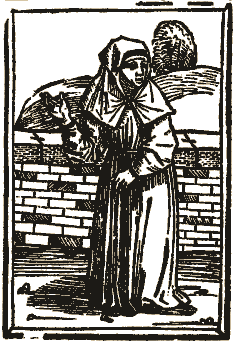
Begina ábrázolása az 1489-ben Lübeck-ben kiadott Des dodes dantz-ból

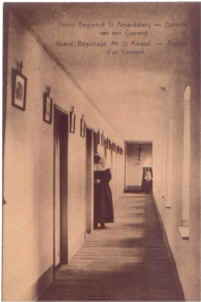
Begina a 19. században

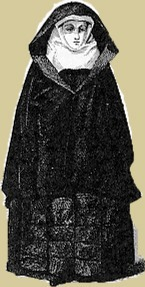
Középkori begina jellegzetes öltözetében

Az eredeti elnevezés, a beghard vagy latinosan beguine szó eredetére számos magyarázat született.
Az egyik legvalószínűbb és a leginkább elfogadott magyarázat szerint a név a liège-i Lambert le Bègue pap nevéből származik, aki szülővárosában templomot és kolostort alapított a keresztes hadjáratokban elesett katonák özvegyei és árvái javára.
Egy másik lehetséges magyarázat szerint a középkori flamand nyelvben használt beghen szóból származik, ennek egyik jelentése „imádkozni”. A beghen másik jelentése koldulni, de mivel a rend tagjai kezdetben nem adományokból tartották fenn magukat, valószínűleg nem ez volt befolyással a rend elnevezésére. További magyarázat szerint Nivelles város védőszentje, Szt. Begga nevéből ered, mivel a legenda szerint ebben a városban alapították az első beginázst.
További magyarázatok szerint a név az albigensekre, a kéregetésre vagy a beginák jellegzetes öltözetének szürke színére utalhatott.
Egyik magyarázat sem teljesen meggyőző, de valószínű, hogy a beguine elnevezés eredetileg sértő szándékú, lekicsinylő lehetett, a holland nyelvben a mai napig a lekicsinylő begijn-tjes kifejezéssel utalnak a beginákra, és valószínű, hogy az üldözések idején szinte az eretnek szinonimájaként használhatták a szót.
A beginák, illetve védelmezőik ezért inkább a szent vagy vallásos nők kifejezéssel utaltak magukra, vagy más körülíró kifejezéseket, mint például „mulieres vulgariter dictae beguinae” használtak írásaikban. Egészen a 13. század végéig a „begina” elnevezést önmagában nem nagyon használták.

## A mozgalom társadalmi háttere
A középkori Európában a nők társadalmi helyzetét és szerepét nagymértékben meghatározta a férfiaktól való anyagi és szociális függés. A korra jellemző felfogás szerint a nők veszélyes, érzéki és buja lények voltak, akiknek semmi keresnivalójuk nem volt a férfiak szellemi és intellektuális világában; a nőiesség és a vezető pozíciókkal együtt járó tekintély pedig összeegyeztethetetlen volt.
A nemesi származású nők előtt ezért lényegében csak két lehetőség állt: a házasság vagy a zárda, míg az alacsonyabb származású nők szerencsés esetben saját vállalkozásba foghattak és fenntarthatták önállóságukat. A 12. századi Nyugat-Európában ezek a társadalmilag elfogadott lehetőségek azonban nem tükrözték a valóságot: a mai Franciaország, Németország, Hollandia és Belgium területén az egyedülálló nők száma jelentősen meghaladta a „házasságképes” férfiak számát, a helyi háborúk, a keresztes hadjáratok, járványok, illetve a cölibátushoz kötött világi és egyházi pozíciók magas száma miatt.
Mindezek eredményeként a nemesi származású nőknek igen nehéz volt megfelelő házasságot kötnie, de egyedül sem maradhattak: a korabeli szokásjog értelmében nem örökölhettek és a társadalmi elvárások értelmében nem alacsonyodhattak le a kétkezi munkához.
A helyzet a vallási életben sem volt jobb. A nőket és férfiakat közösen befogadó kolostorokat az egyház elutasította és a nők előtt is nyitva álló szerzetesrendek száma olyan alacsony volt, hogy a „kereslet”, azaz a jelentkezők száma jelentősen meghaladta a rendelkezésre álló helyek számát. Ehhez járult még, hogy a korábban jelentős önállóságot és tekintélyt élvező zárda-főnökasszonyok hatáskörét is korlátozták, illetve a társadalmi-gazdasági változások következményeként a zárdák egyre inkább csak a nemesség és a gazdag polgárok leányai számára álltak csak nyitva. Európa nyugati felén ekkor már megkezdődött a mezőgazdasági cserekereskedelemről való áttérés a pénz-alapú gazdaságra és ennek megfelelően a legtöbb kolostor jelentős belépési díjat követelt.
Mindamellett, hogy a nők számára a házasság és a zárda is egyre elérhetetlenebb lett, az ezredfordulótól kezdve számos új vallási mozgalom indult és egész Európát áthatotta a vallási megújulás láza. A beginákkal szinte egyidőben jelentek meg a valdensek, a lollardok, a katarok vagy albigensek, joachimiták és a flagellánsok. Az eretnekmozgalmak elsősorban Franciaország déli részén nyertek teret (ld. katarok, valdensek), de Európa más részén is hatással voltak a vallási gondolkodásra. Ugyanakkor az eretnekmozgalmakkal párhuzamosan megjelentek az egyház megújulását szorgalmazó szerzetesrendek is, mint például a ferencesek vagy domonkosok.
A kialakuló mozgalmak közös nevezője az egyházi reform követelése mellett a vita apostolica, azaz a Jézus követő apostolok életvitelének hirdetése volt. Az ókeresztény közösségekre jellemző szegénység és személyi szabadság éles ellentétben állt a világi és egyházi hatóságokat képviselő személyek életvitelével, illetve az egész feudális társadalmat átható személyi függés elvével.

## A mozgalom megjelenése
A begina mozgalom történetének áttekintését nagymértékben megnehezítik a mozgalom sajátságai: a rendnek nem volt alapító figurája (ha eltekintünk a fent már említett Lambert le Bègue pap legendájától) vagy a templomosokhoz hasonló nagymestere, illetve nem egy férfiak számára alapított mozgalom mintájára, azzal párhuzamosan alakult ki. Mivel nem volt alapító személy, nem volt szabályzat és központi rendház sem, minden begina közösség autonóm módon szerveződött és működött. A közösségeket senki nem fogta össze szervezeti vagy ideológia alapon, habár a begina szellemiséget vagy filozófiát (ld. lent) leginkább a misztikusok tanaihoz lehet hasonlítani. Mivel a mozgalom a németalföldi nők spontán szerveződő csoportjaira alapult, nem lehet egyértelműen kijelenteni, hogy egy adott esemény az összes begina közösséget egyformán érintett volna. A liège-i Lambert pap által helyi gazdag özvegyek számára megalapított rendházát sem lehet ezért a begina mozgalom eredetének vagy központjának nevezni és tulajdonképpen máig vitatott, hogy kiket lehet a beginák közé sorolni.
A fentieket is figyelembe véve a begina mozgalom kezdetét a belgiumi Brabant tartományban található liège-i Püspökség területére teszik, de vitatott, hogy az első rendházat Liège vagy a közeli Nivelles városában alakították ki. A liège-i püspökség egyik papja, Lambert le Bègue a fennmaradt források szerint bátorította azokat a nőket, akik „vallásos életet” kívántak követni a zárdák falain kívül is. Az első csoport, akik útmutatása alapján és részben vezetése alatt működött és akiket az első begináknak tekintenek, 1170 és 1175 között jelent meg.
Az első begina közösség példáját hamarosan mások is követték: 1207-ben Mechelenben, 1234-ben Leuven-ben, 1244-ben Brugge-ben, illetve 1245-ben Brüsszelben. A 12. század végére szinte nem volt olyan város és falu Flandria és Németalföld területén, ahol ne éltek volna beginák, míg a nagyobb városokban akár két vagy három rendház is működött. A legnagyobb begina közösségek, mint például a genti rendház, több ezer begina számára nyújtottak otthont.
A kora középkori társadalom szociális és vallási igényeire spontán választ adó beginák hamarosan igen jelentős hatást gyakoroltak a hétköznapi emberek vallási életében. A begina rendházak a miszticizmus városi központjaivá váltak, és a ferences rendi szerzetesekkel egyetemben új vallási nézeteket terjesztettek a németalföldi lakosság körében.

## A beginák élete

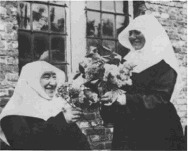
Beginák a dendermondei rendházból

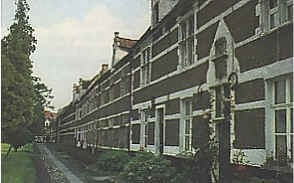
A begina-rendház a belgiumi Dendermondében

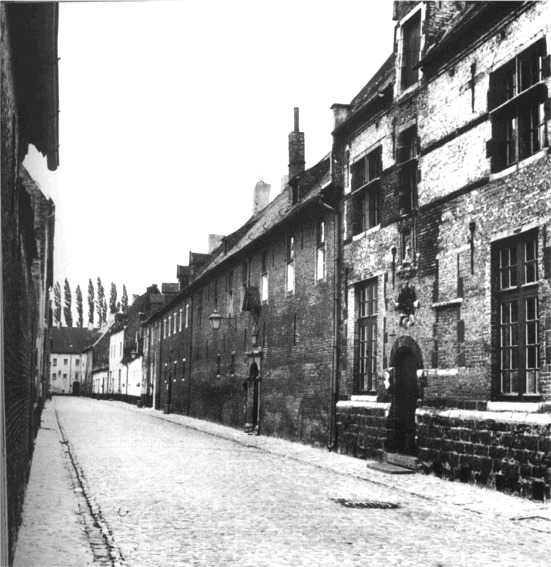
A diesti beginázst 1252-ben alapították

A begina-közösségek életét nagymértékben meghatározta a tagok társadalmi helyzete és háttere: egyes csoportok csak nemesi származású nőket vettek fel, másokat kimondottan alacsony származású vagy nagy szegénységben élő nők számára hoztak létre, megint más begina-csoportok mindenkit befogadtak.
A beginák számos tekintetben különböztek az apácáktól: nem tettek szegénységi fogadalmat (habár az engedelmességi és tisztasági fogadalmat megtartották), nem mondtak le vagyonukról és bármikor visszatérhettek a világi életbe. Amennyiben a begina saját jövedelemmel nem rendelkezett, nem kért és nem is fogadhatott el alamizsnát, hanem kétkezi munkával vagy a vagyonosabb polgárok gyermekeinek tanításával tartotta el magát.
A begina novíciák általában a rendház helyi vezetőjével (Grand Mistress) vagy közös szállásokon éltek, de felavatásukat követően akár saját lakrészük vagy házuk is lehetett, anyagi helyzetüktől függően akár szolgálót is tarthattak. Bár a beginák nem vonultak vissza a világi élettől és nem elzárt közösségekben éltek, mint a hagyományos monasztikus rendek tagjai, a kialakuló beginázsok sok tekintetben önálló településekké nőttek: saját templommal, kórházzal, temetővel, nemritkán saját főtérrel és elkerített utcákkal rendelkeztek. A genti beginázs falai és vizesárka mögött a 14. század elején két templom, 18 közösségi szállás, több, mint száz ház, kórház és egy sörfőzde volt található.
Az első liège-i közösségtől a hatalmas rendházakig terjedő szervezeti-hierarchikus fejlődés négy jól elkülöníthető szakaszra bontható: az első szakaszban az apostoli életvitelt követő nők („conversae”), saját vagy szüleik házában éltek, semmilyen fogadalmat nem tettek, nem mondtak le vagyonukról és saját vállalkozásukat folytatták. A második szakaszban, a 12. század vége – 13. század eleje közötti időszakban ezek a nők egyre inkább szervezett közösségekbe tömörültek, általában egy választott vezető, a grand mistress irányítása alatt. A harmadik szakaszban jelentek meg a hagyományos begina közösségek („beguinae clausae”), amelyek már saját templommal és kórházzal rendelkeztek. Ez utóbbiak megjelenése a legtöbb esetben nem tudatos döntés eredménye volt, hanem az öregedő beginák igényeit voltak hivatott ellátni, bár nyitva álltak a városi polgárok és szegények előtt is. A kórházak, ispotályok megjelenése később már azt eredményezte, hogy a beginák felé természetes elvárásként jelent meg a szegények és elesettek ápolása. A negyedik szakaszt a nagy és elkülönült beginázsok megjelenése jellemzi, amelyek általában a városfalon belül vagy nemritkán azon kívül épültek fel és önállóan működtek.
Ezt a fejlődési pályát minden bizonnyal az egyház is támogatta és feltehetően a beginák elfogadásának vagy megtűrésének feltétele volt. Ezzel együtt a mozgalom a független közösségektől a szervezett mozgalom, a szervezeti flexibilitástól a merev struktúrák, az önrendelkezéstől az egyházi befolyás felé mozdult el és ezért kezdte elveszteni kezdeti vonzerejét is. A fentiek ellenére a beginák sosem váltak hivatalosan elfogadott szerzetesrenddé, bár azok bizonyos előjogait és kiváltságait élvezhették (mint például bűnbocsánat vagy misetartás joga interdiktum alatt).
A beginák megítélése Rómában sem volt egyértelmű, a Szentszék kezdetben nem tiltotta, de nem is támogatta a rendet. A 14. századra azonban az egyház vezetése egyértelműen a beginák ellen fordult, jórészt misztikus nézeteik miatt (lásd lent). A III. Ince pápa által összehívott IV. lateráni zsinat (1213. április – november) határozatában megtiltotta új vallásos rendek alapítását. Ekkor még Jacques de Vitry-nek sikerült elérni, hogy a begina közösségek folytathassák tevékenységüket és az 1233-ban IX. Gergely pápa által kiadott Gloriam virginalem pápai bulla is úgy tűnt, hogy támogatja a beginákat, de ez csak időleges haladék volt.

## A mozgalom hanyatlása

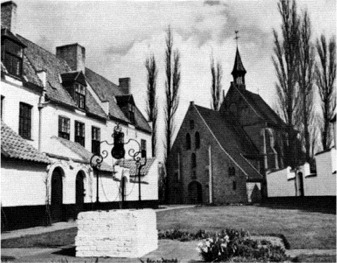
A diksmuide-i beginázs. Thomas Becket, Canterbury érseke szállt meg ezekben a házakban 1170-ben, miután összeveszett II. Henrik angol királlyal

1236-ban a prominens begina Aleydis-t misztikus nézetei miatt eretnekké nyilvánították és megégették, míg az 1311-es vienne-i zsinat kifejezetten eretnekké nyilvánította az összes beginát.
A vienne-i zsinatot követő években a beginák ingatlanjait elkobozták és legtöbbjüket házasságba kényszerítették. 1318-ban Köln püspöke már minden begina közösség feloszlatását vagy az egyház által elismert rendekbe való beolvasztását szorgalmazta. 1310-ben a francia misztikus Porete-i Margitot Párizsban elítélték és megégették.
Bizonyos esetekben azonban az egyház továbbra is támogatta a beginákat: XXII. János pápa Racio recta. c. bullájában különbséget tett a többségében Itáliában élő és eretneknek tartott „beghini”-k és a németalföldi beginák között, akik feddhetetlen életet éltek és megtiltotta utóbbiak üldözését, vagyonuk elkobzását.
Ezt a kivételes bánásmódot később megerősítette XI. Gergely 1374-77 között és IX. Bonifác 1394-ben kiadott pápai bullájában is.
1421-ben V. Márton pápa már ismét utasította a kölni érseket, hogy „kutasson fel és semmisítsen meg minden olyan gyülekezetet, ahol a vallás álcája alatt, de szabályok nélkül élnek”. Eddigre azonban már a beginák jórészt visszaszorultak Németalföld területére és a korábbi üldözések következtében szinte minden vagyonukat elvesztették, kéregetésből vagy adományokból tartották fenn magukat. A rend ekkorra már lényegében megszűnt létezni, szerepe megszűnt a hétköznapi életben és korábban nagy hatású misztikus tanításaikat is feledték.
A 15. század során IV. Jenő pápa rehabilitálta a megmaradt beginákat, de a 16. századi vallásháborúk során további üldöztetéseket szenvedtek. A megmaradt francia, német, holland beginázsok a reformáció és a napóleoni háborúk során szűntek meg létezni, bár Belgiumban szerény fellendülést éltek át a 17. század során és egészen a 20. századig fennmaradtak Brugges, Lier, Mechelen, Leuven és Gent városában.
A mozgalom csúcspontján, a 13-14. században 94 rendház létezett Belgium területén, számuk 1734-re 34-re, majd 1856-ra még tovább, 20-ra csökkent. A beginák száma 1631-ben kb. 2487, 1856-ban kb. 1600, és 1828-ban kb. 1010 volt. 1969-ben még 11 beginázst tartottak számon Belgiumban és kettőt Hollandiában.
Az utolsó begina feltehetően 1998-ban halt meg a belgiumi Turnhout-ban, bár egyes források szerint ma is élnek beginák Belgiumban.

## A beginák filozófiája és nézetei

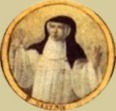
Názáreti Beatrix

A begina közösségek kialakulásában nagy szerepet kapott a vita apostolica, az apostoli élet ideálja. Részben a közösségi élet következményeként, részben az egyházi hatóságok nyomására a begina közösségekben is kialakultak a korra jellemző hierarchikus struktúrák, de legalábbis kezdetben igyekeztek életüket minél egyszerűbben és minél kevesebb kötöttséggel élni.
A beginák pragmatikus elveket követtek a szegénységi fogadalom, illetve a tagok vagyonának tekintetében is. Jacques de Vitry, a beginák egy leghangosabb támogatója szerint, a pénzügyi siker és a világi javak elvonták a papság figyelmét Jézus tanításaitól, ezért a begina közösségek igyekeztek minél egyszerűbb életet élni és jórészt kétkezi munkával tartották el magukat; de nem kötelezték a tagokat arra, hogy végérvényesen lemondjanak vagyonukról. Ez utóbbi különösen vonzó volt a tehetősebb polgári vagy nemesi származású asszonyok számára.
Érdekes módon a beginák a túlzott szegénységet, a teljes lemondást sem támogatták. A közösség vezetője minden évben meglátogatta a tagok szállását és felülvizsgálta, hogy az se fényűző, de ne is túlságosan egyszerű legyen. A beginák elutasították a világi javakat, de önmagában a szegénységet sem tekintették követendő célnak.
A vita apostolica része volt még a hit terjesztése és védelme az eretnekséggel szemben, ezért a beginák (pl. Oignies-i Mária) lelkesen támogatták az albigensek elleni keresztes hadjáratot is és kezdetben legalábbis a keresztény hit védelmezőjének tekintették őket Belgiumban. Később kritikusaik felrótták neki, hogy világi státuszuk ellenére prédikáltak és térítettek, de a beginák számára ez is a vita apostolica természetes része volt. Másik kényes kérdés volt a nyelvhasználat: a 9-10. század során Európa számos országában kezdték a vallási életben a helyi nyelveket használni, mert a latint a köznép már nem értette. A beginák ezért arra törekedtek, hogy nézeteiket a köznép által is érthető nyelven terjesszék, de az egyházi hatóságok szemében ez a gyakorlat túlságosan összekapcsolódott az eretnek mozgalmakkal.
A legtöbb begina számára kiemelt jelentősége volt az oltáriszentség (vagy eucharisztia) imádásának. Ez időnként szélsőséges formát öltött, mint például Názáreti Beatrix esetében, aki annyira vágyakozott a szentség után, hogy időnként ájultan esett össze az szentség vétele után, de általánosságban is elmondható a beginákról, hogy a korabeli szokásokkal ellentétben meglehetősen gyakran akartak részt venni az eucharisztia szertartásában. Ekkoriban a köznép évente legfeljebb egyszer, míg a szerzetesrendek tagjai is legfeljebb évente háromszor részesülhettek a szentségben, azonban a beginák között elterjedt volt a heti egyszeri vagy akár gyakoribb áldozás. Az egyik első begina, Liège-i (v. Cornillon-i) Julianna 1208-tól haláláig fáradhatatlanul dolgozott azon, hogy az egyház külön ünnepnappal emlékezzen meg az oltáriszentségről. Jacques Pantaleon, mint liège-i püspök, rendeletében engedélyezte az eucharisztia ünneplését a begináknak, később, mint IV. Orbán pápa, az egész egyház számára elrendelte az Oltáriszentség ünneplését 1264-ben kiadott Transiturus c. pápai bullájában.
Az oltáriszentség imádata azonban csak egyik korabeli megjelenési formája volt Krisztus emberi mivoltának, Jézus szívének és különösen a keresztút és Jézus szenvedései iránti odaadásnak. A fentiekhez szorosan kapcsolódó stigmatizáció jelensége először a 13. században jelent meg és különösen gyakori volt a nők körében. Az egyik jelentős begina misztikus, Oignies-i Mária az elsők között volt, akin megjelentek Krisztus szenvedéseinek jelei, a stigmák, 12 évvel Assisi Szt. Ferenc hasonló élményei előtt. Egy másik begina, Stommelni Krisztina stigmái, jelenései és szélsőséges aszketizmusa nagyszámú csodálót, köztük dominikánus barátokat, nyert meg a begináknak. A beginák maguk azonban nem nézték ennyire jó szemmel ezeket a rendkívüli jelenségeket és amikor Krisztina rendtársainak arról panaszkodott, hogy démonok kínozzák, a bejelentés „gúnyos mosolyt csalt társai szájára, akik jelentőségteljes megjegyzéseket tettek elmeállapotára”.
A begina spiritualitás legjelentősebb képviselői, a misztikus tanok kidolgozói és terjesztői Magdeburgi Mechtilda (1212?-1282?), Názáreti Beatrix (1200?-1268), Brabanti Hadewijch és Porete-i Margit (meghalt 1310) voltak. Hasonlóan a többi misztikushoz, hittek abban, hogy az ember lelke közvetlenül képes egyesülni Istennel és a szeretetet tartották a megváltás legfontosabb forrásának. A begina miszticizmus egyik jellegzetes vonása volt azonban a szeretet fajtája: a Minnemystik a ciszterciták tanításait egyesítette a korabeli lovagi udvarlás, a lovagi szerelem ideáljaival. Mechtilda és Margit műveiket a Hippói Szent Ágoston-féle dialógus formában írták, ahol a lélek közvetlenül társalog Istennel, illetve helyenként a dialógus a lélek és a Minne (szeretet) között folyik. A „szerelem”, „szeretet” szó mind a holland, mind a német nyelvben nőnemű, illetve a lovagi irodalomban az imádott hölgy iránt érzett szerelem az isteni szeretet megfelelője volt. A Minne tehát Isten hangsúlyozottan feminin metaforája volt a begina misztikusok műveiben, amilyeket nem is a korabeli irodalom nyelvén, hanem a latin helyébe lépő, lassan formálódó helyi nyelveken írtak: Mechtilda ó-német, Beatrix ó-holland, Hadewijch flamand és Margit ó-francia nyelven.
A lovagregények, lovagi énekek először Dél-Franciaországban jelentek meg, onnan terjesztették el a trubadúrok Franciaország többi részén, a Minnesangerek Németországban és a dolce stil nuovo képviselői Itáliában. Egyes feltevések szerint Dante ismerte Mechtilda műveit és az Isteni színjátékban feltűnő Matelda azonos lehet Mechtildával. Mindenesetre a begina írók felhasználták a lovagregények stílusát és irodalmi eszközeit, hogy elemezzék a lélek kapcsolatát Istennel, ami nem volt teljesen szokatlan: a ciszterci szerzetes, Clairvaux-i Szent Bernát szinte erotikus nyelvezetet használt az ószövetségi Énekek éneke elemzése során.
A begina misztikusokra nagy hatást gyakoroltak egy másik 12. századi teológus, St. Thierry-i Vilmos munkái, aki nevével ellentétben szintén Liège városából származott. Vilmos volt a korabeli teológusok közül a legközelebb a görög egyházatyák felfogásához, és azt hirdette, hogy „aki Istennek szenteli életét, olyanná válik, mint Ő maga, nem isteni, de szent, és teljes mértékben boldog, mint Isten maga.” A beginák felhasználták Vilmos szentháromságtanát is, miszerint a keresztény ember életének célja, hogy Istennel egyesüljön, Isten szeretetével, a benne rejlő Szentháromság szeretetével szeresse embertársait.
A beginák ehhez a filozófiai alaphoz adták hozzá sajátos eszméiket, a meghaladás („overpassing”) és a Többség (the „More”) gondolatát. A meghaladást a via negativa példáján keresztül fejezték ki: az ember lelkének túl kell emelkedni saját magán és minden olyan dolgon, ami nem méltó Istenhez, hogy Vele egyesülhessen. A Többség gondolata Margit kedvenc kifejezése volt Isten felsőbbrendűségének kifejezésére: a lélek bármennyire is közel kerülhet Istenhez, de Istennek egy bizonyos, megismerhetetlen része nem elérhető halandók számára: Isten jósága és szeretete kimeríthetetlen volt a begina misztikusok számára.
A fenti példák mind hozzájárultak ahhoz, hogy az egyházi hatóságok elítéljék és eretnekként üldözzék a beginákat, de a kutatások eredményeként nem lehet egyértelműen azt mondani, hogy eretnekek voltak. Még ha a begina kifejezést az albigensekre is akarták visszavezetni, a beginák semmiképpen nem tartoztak ehhez a mozgalomhoz, akik Jézus kettős természetét és reinkarnációt hirdettek. A beginák meglehetősen távol álltak ezektől a tanoktól és valójában elítélték az albigenseket, támogatták az ellenük indított keresztes hadjáratot is. Az eretnekként elítélt beginák legfőbb bűne az volt, hogy elutasították az egyházat és a szentségeket, és hittek abban, hogy minden ember számára közvetlenül lehetséges az üdvözülés, személyes kapcsolat kiépítése Istennel. Az egyház fényűzése, pazarlása és korrupciója taszította az egyszerű életvitelt hirdető és követő beginákat, de nem utasították el teljesen az egyház fennhatóságát vagy tanításait, amit alátámaszt az oltáriszentség fent említett imádata is. Az inkvizítorok másik vádja, miszerint a beginák nem ismertek és nem követtek semmilyen morális törvényt, valószínűleg Porete-i Margit dramatikus „búcsú az erényeknek” kijelentésének félreértelmezésén alapul. Margit azonban csak Pál apostolnak a rómaiakhoz írt levelében kifejtett nézetet vette át: az erények az isteni szeretetből erednek és jók, de nem szabad szolgájukká válnunk, mintha azok is Istené válnának. Margit szerint a keresztény ember felülemelkedik az erényeken és nem hatályon kívül helyezi azokat.

## Közösségeik Magyarországon
A 11. század második felétől kezdve, de főként a 12-13. században nagy számban érkeztek Magyarországra flamand és vallon betelepülők, jelentős szerepet játszva a hazai városias települések megalakulásában. Nemcsak a textilipari tapasztalataikat hozták magukkal, hanem gyakran a vallási kultúrájukat, így a kolduló szerzetesrendek és a begina mozgalmak szellemiségét is.
Az első begina-közösségek hazánkban is a nagyobb városokban jönnek létre. Lazán kapcsolódtak a új kolduló szerzetekhez, főként a domonkos vagy a ferences szerzetes közösségekhez, szervezetileg azonban nem tagozódtak be azokba.
Magyarországi beginák első írásbeli említése 1276-ból maradt fenn, amikor Árpád-házi Margit boldoggá avatási eljárásában mások között négy-öt Esztergomban élő begina is jelentkezett tanúnak. A történészek szerint begina-közösségből fejlődött apácazárdává a híres Nyulak-szigeti kolostor is, ahol a begina-hagyományok szellemében élt IV. Béla leánya, Margit (1242–1271) is, a misztika legkiemelkedőbb magyar képviselője.
Írásos adatok vannak arról, hogy a 13. század második felében már több hazai városban működött begina-közösség. Budán 1290 tájékán II. Majs nádor özvegye alapított begina-házat a ferencesek kolostorával szemben, és maga is belépett a közösségbe. Kezdetben főként Buda német női lakosaiból verbuválódottak a közösség tagjai, de a 14. század második felétől egyre több magyar tagja lett a közösségnek, és a 15. század közepére már a magyarok kerültek többségbe. Nagyváradon 1318-ban, Szászvárosban 1334-ben létesült begina-ház. Az 1300-as évek közepe táján pedig Verőcén, Erzsébet anyakirályné támogatásával. 
A középkorban begina közösségek alakultak Erdélyben is: Szebenben, Brassóban, Marosvásárhelyen, Kolozsvárt, Tövisen, Besztercén, Csíksomlyón, Fehéregyházán, Marosfelfaluban és Medgyesen. A Felvidéken Kassán, Selmecbányán, Eperjesen és Bártfán jöttek létre begina közösségek.
A beginák életében nagy szerepe volt a szemlélődésnek, az elmélkedésnek, ehhez vallásos irodalomra is szükségük volt, mégpedig anyanyelven, hogy a kevésbé művelt, a latin nyelvet nem ismerő jámbor asszonyok is megértsék. Ezért a begina mozgalomnak komoly hatása volt a magyar nyelvű irodalom kialakulásában és elterjedésében. A beginák és a kolduló rendek apácái nem csak olvasták ezeket az ájtatossági műveket, hanem a másolásukban is részt vettek.
Többek szerint az Ómagyar Mária-siralom is a beginák laikus mozgalmához kapcsolódó Mária-tisztelet „gyümölcse”.
Az első ismert, magyar nyelven írott könyvet, a Szent Ferenc élettörténetét bemutató Jókai-kódexet 1448 táján egy obszerváns ferences másolta a budai beginák számára. A 16. század elején a marosvásárhelyi beginák számára készült az Teleki-kódex, amelyben szentek legendáit és elmélkedéseket magyarítottak ferences barátok.

## Fontosabb beginák
- Stommelni Krisztina  (Kölni Boldog Krisztina)
- Porete-i Margit
- Magdeburg-i Mechtilda
- Brabanti Hadewijch
- Názáreti Beatrix
- Catherine Treatise